# Неповерење према вакцинама
Неповерење према вакцинама огледа се у виду одуговлачења у прихватању или одбијања вакцина упркос доступности услуга вакцинације. Појам покрива потпуно одбијање вакцинисања, одгађање вакцина, прихватање цепива уз неизвесност у погледу њихове употребе и прибегавање само одређеним вакцинама уз избегавање других. Степен неповерења се разликује у зависности од времена, места и вакцина. На њега могу утицати чиниоци као што је недостатак одговарајућег научно утемељеног знања те поимање начина прављења и функционисања цепива, самозадовољство, погодност и страх од игала.
Аргументи против вакцинације одбачени су научним консензусом о безбедности и делотворности вакцина. Неповерење према вакцинама доводи до наглог ширења болести и смрти од болести предупредљивих вакцином. Стога је Светска здравствена организација (СЗО) оценила феномен као једну од десет највећих претњи глобалном здрављу 2019.
Неповерење првенствено произилази из јавних дебата о медицинским, етичким и правним питањима у вези с вакцинама. Колебање око вакцинације може бити узроковано недостатком поверења у здравственог радника. Кључни чиниоци неповерења су такође самозадовољство (особа не види потребу за вакцином или не увиђа њену вредност) и погодност (приступ вакцинама). Отпор постоји од почетка праксе вакцинације и старији је од самих појмова „вакцина” и „вакцинација” готово осамдесет година. Утврђено је да су конкретне хипотезе које износе противници вакцинације с временом биле мењане.

## Дефиниције
Имуност (лат. immunitas — „ослобођен од службе, пореза”) јесте способност организма одупирању и обрани од инфекција, болести и неке друге биолошке или хемијске опасности.
Природно стечени имунитет, је облик имунитета који се успоставља контактом с узрочником заразе (односи се на „случајан” контакт);
Уметнуто стечени имунитет, је облик имунитета који се постиже искључиво намерним интервенцијама (вакцинацијом).
Вакцина је биолошки препарат који садржи специфичне антигене који се примењују с циљем индуковања активног имунског одговора ради спречавања развоја болести.
Антивакцинизам (колоквијално: антивакцинаштво) подразумева потпуно противљење вакцинацији, 
Антивакциналисти (колоквијално: антивакцинаши и антиваксери) су присталице антивакцинизма као покрета. Антивакцинални активисти и њихове организације противе се законима који су умерени на увођење обавезне вакцинације. Они свој став заснивају на антивакциналном сентименту, забринутости да се обавезним вакцинисањем нарушавају грађанске слободе или смањује поверење јавности у цепљење и сумњу у велики профит фармацеутске индустрије.

## Неки од разлога за неповерење према вакцинама
Лекар који даје вакцине сусреће се са пацијентима и родитељима који имају резерве да вакцинишу себе или своју децу. Разлога за страх од вакцинације или противљење може бити много:
- Неки људи имају религиозне или филозофске примедбе.

- Неки виде обавезну вакцинацију као мешање владе у оно што сматрају да би требало да буде лични избор.

- Други су забринути за безбедност или ефикасност вакцина, или могу веровати да болести које се могу спречити вакцином не представљају озбиљан здравствени ризик.

## Имуност и вакцине
Вакцина је биолошки препарат који садржи специфичне антигене који се примењују с циљем индуковања активног имунског одговора ради спречавања развоја болести. Најчешће се примењује као превентивна мера инфективних обољења, али се могу употребити и након излагања антигену. Вакцина обично садржи агенс које наликује на микроорганизам који узрокује болест и често се прави од ослабљених или убијених облика микроба, његових токсина или једног од његових површинских протеина. Тај агенс стимулише телесни имуносистем да га препозна као опасност, уништи и да надаље препознаје и уништава све микроорганизме повезане с тим агенсом кад их сретне у будућности. Употреба вакцина се зове вакцинација.
Вакцине су допринеле искорењивању великих богиња, једне од најзаразнијих и најсмртоноснијих болести код људи. Друге болести као што су рубела, полио, мале богиње, заушке, варичела и тифус знатно су ређе него што су биле пре стотину година. Све док је велика већина људи вакцинисана, много је теже да се догоди избијање болести, а поготово ширење. Овај ефекат се назива колективни имунитет.

### Колективни имунитет
Колективни имунитет је ефекат који се јавља кад је велики удео једне популације имунизован против неке заразне болести. За сваку болест постоји одређени постотак људи који мора бити вакцинисан да би се ширење болест одржало под контролом и да би вероватноћа избијања епидемије била спуштена на занемарљиво мали степен.
| Болест         | Неопходан % вакцинисаности |
| -------------- | -------------------------- |
| Морбили        | 95%                        |
| Велики кашаљ   | 92—94%                     |
| Дифтерија      | 83—86%                     |
| Црвенка        | 83—86%                     |
| Полиомијелитис | 85—86%                     |
| Заушке         | 80%                        |
| Велике богиње  | 80—86%                     |

Ако не постоји висок обухват имунизације а избије епидемије, велики број особа је у опасности. Међутим, што је већи обухват имунизације (вакцинисаности), то је мања вероватноћа да ће  угрожене особе доћи у контакт са узрочником који може нарушити њихово здравље и квалитет живота.
Научни докази о ефикасности великих кампања вакцинације су добро утврђени. Сваке године у свету се вакцинацијом спрече два до три милиона смртних случајева, а додатних 1,5 милиона смртних случајева могло би се спречити сваке године ако би се користиле све препоручене вакцине.
Кампање вакцинације су помогле у искорењивању малих богиња, које су некада усмртиле једно од седморо деце у Европи, и скоро су искорениле дечију парализу. Као скромнији пример, инфекције изазване Haemophilus influenzae (Хиб), главним узроком бактеријског менингитиса и других озбиљних болести код деце, смањиле су се за преко 99% у САД од увођења вакцине 1988. године. Процењује се да би потпуна вакцинација, ако се спрооводи од рођења до адолесценције, све америчке деце рођене у датој години спасила 33.000 живота и спречила 14 милиона инфекција.

## Супротстављени ставови
Постоји литература против вакцине која тврди да је смањење заразних болести резултат побољшаних санитарних услова и хигијене (а не вакцинације) или да су ове болести већ биле у опадању пре увођења специфичних вакцина. Ове тврдње нису подржане научним подацима; учесталост болести које се могу спречити вакцинама је имала тенденцију да флуктуира током времена све до увођења специфичних вакцина, у ком тренутку је инциденција пала на скоро нулу. Веб страница Центра за контролу и превенцију болести која је имала за циљ да се супротстави уобичајеним заблудама о вакцинама тврди:  Да ли се од нас очекује да верујемо да је боља санитација довела до пада учесталости сваке болести, баш у време када је вакцина против те болести уведена? 
Још један поклич покрета против вакцине је позивање на рандомизована клиничка испитивања у којима је експериментална група деце вакцинисана, док је контролна група невакцинисана. Таква студија никада не би била одобрена јер би захтевала намерно ускраћивање деци стандардне медицинске неге, што би студију учинило неетичном. 
Рађене су студије које упоређују вакцинисане са невакцинисаним људима, али студије нису рандомизоване. Штавише, већ постоји литература и студије која доказује безбедност вакцине коришћењем других експерименталних метода.
Други критичари тврде да је имунитет који дају вакцине само привремен и да захтева појачавање, док они који преживе болест постају трајно имуни.
Филозофије неких практичара алтернативне медицине је у складу са идејом да су вакцине неефикасне.

## Неке уобичајене заблуде о вакцинацији
Следећих шест уобичајених заблуда о вакцинацији најчешће имају забринути родитељи и често их наводе као разлоге за довођење у питање мудрости вакцинације своје деце.
1. Болести су већ почеле да нестају пре него што су уведене вакцине, због боље хигијене и санитарних услова .
2. Већина људи који добију болест је вакцинисана.
3. Постоје „вруће серије“ вакцина које су повезане са више нежељених догађаја и смрти од других .
4. Вакцине изазивају многе штетне нежељене ефекте, болести, па чак и смрт .
5. Болести које се могу спречити вакцинама су практично елиминисане у вечини држава
6. Дати детету више вакцина за различите болести у исто време повећава ризик од штетних нежељених ефеката и може преоптеретити имуни систем.

У овом тренутку, неки родитељи сматрају да немају шта да изгубе ако не вакцинишу своју децу. Ако се довољно људи нада да ће стећи предности имунитета без вакцинације, нивои вакцинације могу пасти на ниво на коме је имунитет једне популације неефикасан.
Према Џенифер Рајх, они родитељи који верују да је вакцинација прилично ефикасна, али би можда више волели да њихова деца остану невакцинисана, су они код којих би се највероватније правилним приступом здравствених радника постигло да промене мишљење.
Према томе ако пружаоци услуга могу да одговоре тачним информацијама о вакцинацији и имунизацији и увере родитеље у вези са овим специфичним питањима, родитељи ће моћи боље да разазнају нетачности које добијају из других извора. Циљ је да пацијенти и родитељи имају тачне информације помоћу којих могу донети правилну одлуку.